# Wayne See
Marshall Wayne See (nacido el 3 de noviembre de 1923 en Clemenceau, Arizona) es un exjugador de baloncesto estadounidense que disputó una temporada en la NBA, además de jugar en la NPBL. Con 1,91 metros de estatura, jugaba en la posición de base.

## Trayectoria deportiva

### Universidad
Jugó durante cuatro temporadas con los Lumberjacks de la Universidad del Norte de Arizona. Jugó en la temporada 1941-42 para posteriormente cumplir el servicio militar durante 4 años en el Pacífico con el Cuerpo de Marines de los Estados Unidos durante la Segunda Guerra Mundial. Regresó en 1946, acabando en su primera temporada de vuelta en la tercera posición del Torneo de la NAIA, y dos años más tarde lideró al equipo en anotación, promediando 14,3 puntos por partido. Fue incluido en el mejor quinteto de la ya desaparecida Border Conference en 1947 y 1949.

### Profesional
En 1949 fichó por los Hammond Calumet Buccaneers, pero la franquicia desapareció antes del comienzo de la temporada de la NBL, siendo sus derechos traspasados a los Waterloo Hawks, que esa temporada habían dado el salto a la NBA. En su primera temporada en el equipo promedió 5,2 puntos y 2,3 asistencias por partido.
Al año siguiente el equipo abandonó la NBA, y se inscribió en la NPBL, donde jugaría su última temporada como profesional, siendo uno de los mejores anotadores del equipo, promediando 10,5 puntos por encuentro.

## Estadísticas de su carrera en la NBA

### Temporada regular
| Temporada | Edad | Equipo         | Liga | Pos. | P  | TIT | MIN | TC  | TCA | %TC  | 3P | 3PA | %3P | TL  | TLA | %TL  | R.OF. | R.DEF. | REB | ASIS | ROB | TAP | PER | FP  | PTS |
| 1949-50   | 26   | Waterloo Hawks | NBA  |      | 61 |     |     | 1.9 | 5.0 | .373 |    |     |     | 1.5 | 2.2 | .696 |       |        |     | 2.3  |     |     |     | 2.4 | 5.2 |
| Total     |      |                | NBA  |      | 61 |     |     | 1.9 | 5.0 | .373 |    |     |     | 1.5 | 2.2 | .696 |       |        |     | 2.3  |     |     |     | 2.4 | 5.2 |